# John Mills (enciclopedista)
John Mills (1717 - c. 1794) fue un enciclopedista y escritor inglés que colaboró en la Encyclopédie. 
Mills fue un escritor inglés dedicado a temas agrícolas. Se trasladó a Francia, donde André Le Breton le propuso dirigir la Encyclopédie junto a Gottfried Sellius, originario de Danzing, que después de ser profesor en Halle y Gotinga y residir en Holanda, se había instalado en París.
La labor de Mills y Sellius consistía en principio en la traducción de los artículos de la Cyclopaedia de Ephraim Chambers al francés. Sin embargo, el editor André Le Breton estaba insatisfecho con el trabajo de Mills, al que achacaba, entre otras cosas, un inadecuado dominio del idioma francés. Llegando a agredir físicamente a Mills, que lo demandó, pero el juez decidió que la incompetencia del escritor inglés había provocado el ataque y dejó libre de cargos al editor. Mills fue posteriormente reemplazado por Denis Diderot.